# Лёгочное сердце
Лёгочное сердце (лат. cor pulmonale) — увеличение и расширение правых отделов сердца в результате повышения артериального давления в малом круге кровообращения, развившееся вследствие заболеваний лёгких, поражений лёгочных сосудов или деформаций грудной клетки.
Острое лёгочное сердце — клинический симптомокомплекс, возникающий, прежде всего, вследствие развития тромбоэмболии лёгочной артерии (ТЭЛА), а также при ряде заболеваний сердечно-сосудистой и дыхательной систем. За последние годы отмечается тенденция к росту частоты развития острого лёгочного сердца, связанная с увеличением случаев ТЭЛА.
Наибольшее количество ТЭЛА отмечается у больных с сердечно-сосудистыми заболеваниями (фибрилляция предсердий (мерцательная аритмия), ишемическая болезнь сердца, гипертоническая болезнь, ревматические пороки сердца, флеботромбозы).
Хроническое лёгочное сердце развивается в течение ряда лет и протекает в начале без сердечной недостаточности, а затем с развитием декомпенсации. За последние годы хроническое лёгочное сердце встречается чаще, что связано с ростом заболеваемости населения хронической обструктивной болезнью лёгких (ХОБЛ).

## Классификация
| Течение                                       | Компенсация                                                          | Генез | Клиническая картина                                                                                      |
| --------------------------------------------- | -------------------------------------------------------------------- | --- | --- |
| Острое лёгочное сердце (с тяжёлым течением)   | - Декомпенсированное                                                 | - Преимущественно васкулярный: 1. массивная ТЭЛА; 2. эмболия газовая, жировая, опухолевая; 3. тромбоз лёгочной артерии; 4. тромбоз лёгочных вен. - Бронхолёгочный: 1. тяжёлый приступ бронхиальной астмы; 2. распространённая пневмония со значительным цианозом; 3. пневмоторакс, пневмомедиастинум. | Острое развитие в течение нескольких минут или часов с частым летальным исходом.                         |
| Острое лёгочное сердце (с подострым течением) | - Компенсированное; - Декомпенсированное по правожелудочковому типу. | - Васкулярный: 1. эмболия ветвей лёгочных артерий; 2. тромбоз ветвей лёгочных артерий, часто с рецидивирующим течением; 3. артерииты системы лёгочной артерии. - Бронхолёгочный: 1. инфаркт лёгких; 2. вентильный пневмоторакс; 3. распространённая острая пневмония; 4. тяжёлое течение бронхиальной астмы (status astmaticus); 5. раковый лимфангоит лёгких. - Торакодиафрагмальный: 1. хроническая гиповентиляция центрального и периферического генеза (ботулизм, полиомиелит, миастения). | Развитие в течение нескольких дней, недель с возникновением декомпенсации с возможным летальным исходом. |
| Хроническое лёгочное сердце                   | - Компенсированное; - Декомпенсированное.                            | - Васкулярный: 1. первичная лёгочная гипертензия; 2. артерииты; 3. повторные эмболии; 4. резекция лёгкого. - Бронхолёгочный: 1. обструктивные процессы в бронхах (эмфизема, астма, хронический бронхит, пневмосклероз); 2. рестриктивные процессы — фиброзы и гранулёматозы. - Торакодиафрагмальный: 1. поликистоз лёгких; 2. поражение грудной клетки и позвоночника с деформацией; 3. плевральные шварты; 4. ожирение.                                                                       | Развитие в течение ряда лет.                                                                             |

## Этиология

### Острое лёгочное сердце
Основными причинами этого состояния являются:
1. массивная тромбоэмболия в системе лёгочной артерии;
2. клапанный пневмоторакс;
3. тяжёлый затяжной приступ бронхиальной астмы;
4. распространённая острая пневмония.

При повторных тромбоэмболиях мелких ветвей лёгочной артерии (тромбы, эмболы, яйца паразитов и др.), раковом лимфангиите, ботулизме, миастении может развиваться острое лёгочное сердце с подострым течением. К числу факторов, способствующих развитию тромбоэмболии лёгочной артерии, следует отнести повышение артериального давления в малом круге кровообращения, застойные явления в малом круге кровообращения, повышение свёртываемости и угнетение противосвёртывающей системы крови, нарушение в системе микроциркуляции малого круга кровообращения, атеросклероз и васкулиты в системе лёгочной артерии, малоподвижность при длительном постельном режиме, оперативные вмешательства на венах таза и нижних конечностей.

### Хроническое лёгочное сердце
Все заболевания, ведущие к развитию хронического лёгочного сердца, можно разделить на три большие группы:
1) Бронхолёгочная форма;болезни, поражающие воздухоносные пути и альвеолы: хронический обструктивный бронхит, эмфизема лёгких, бронхиальная астма, пневмокониозы, бронхоэктазы, поликистоз лёгких, саркоидоз, пневмосклероз и др.;
2) Торакодиафрагмальная форма;болезни, поражающие грудную клетку с ограничением подвижности: кифосколиоз, болезнь Бехтерева, состояние после торакопластики, плевральный фиброз, нервно-мышечные болезни (полиомиелит), парез диафрагмы, пикквикский синдром при ожирении и др.;
3)Васкулярная форма;болезни, поражающие лёгочные сосуды: первичная лёгочная гипертензия, тромбоэмболия в системе лёгочной артерии, васкулиты (аллергический, облитерирующий, узелковый, волчаночный и др.), атеросклероз лёгочной артерии, сдавление ствола лёгочной артерии и лёгочных вен опухолями средостения, аневризмой аорты.

## Патогенез и патанатомия

### Острое лёгочное сердце
В развитии острого лёгочного сердца имеют значение заболевания малого круга кровообращения, приводящие к распространённому сужению лёгочных сосудов и развитию бронхоспазма, падению давления в большом круге кровообращения, нарушения соотношения вентиляции и газообмена. Указанные выше механизмы в конечном итоге способствуют повышению артериального давления в малом круге кровообращения и перегрузке правых отделов сердца. При этом могут возникать повышение проницаемости лёгочных капилляров, выход жидкости в альвеолы, межклеточное пространство с развитием отёка лёгкого.

### Хроническое лёгочное сердце
В основе развития хронического лёгочного сердца лежит гипертензия малого круга кровообращения вследствие патологических процессов в лёгких. При обструктивных процессах вследствие нарушения бронхиальной проходимости становится неравномерной альвеолярная вентиляция, нарушается газообмен и снижается содержание кислорода в альвеолярном воздухе (альвеолярная гипоксия), что также способствует нарушению снабжения тканей кислородом.
По мере прогрессирования у больных лёгочным сердцем наступают сдвиги кислотно-щелочного состояния, которые первоначально компенсированы, но в дальнейшем может наступить декомпенсация нарушений. Основными признаками лёгочного сердца являются увеличение размеров правого желудочка и изменения в крупных сосудах малого круга в виде переразвития мышечной оболочки, сужения просвета с последующим склерозированием. В мелких сосудах нередко обнаруживаются множественные тромбы. Со временем в увеличенном и изменённом миокарде развиваются дистрофические и некротические изменения.

## Клиническая картина

### Острое лёгочное сердце
Острое лёгочное сердце развивается в течение нескольких часов, дней и, как правило, сопровождается явлениями сердечной недостаточности. При более медленных темпах развития наблюдается подострый вариант данного синдрома. Острое течение тромбоэмболии лёгочной артерии характеризуется внезапным развитием заболевания на фоне полного благополучия. Появляются резкая одышка, синюшность, боли в грудной клетке, возбуждение. Тромбоэмболия основного ствола лёгочной артерии быстро, в течение от нескольких минут до получаса, приводит к развитию шокового состояния, отека лёгких.
При прослушивании выслушивается большое количество влажных и рассеянных сухих хрипов. Может выявляться пульсация во втором—третьем межреберье слева. Характерны набухание шейных вен, прогрессирующее увеличение печени, болезненность её при прощупывании. Нередко возникает острая коронарная недостаточность, сопровождающаяся болевым синдромом, нарушением ритма и электрокардиографическими признаками ишемии миокарда. Развитие этого синдрома связано с возникновением шока, сдавлением вен, расширенным правым желудочком, раздражением нервных рецепторов лёгочной артерии.
Дальнейшая клиническая картина заболевания обусловлена формированием инфаркта лёгкого, характеризуется возникновением или усилением болей в грудной клетке, связанных с актом дыхания, одышки, синюшности. Выраженность двух последних проявлений меньше по сравнению с острой фазой заболевания. Появляется кашель, обычно сухой или с отделением скудной мокроты. В половине случаев наблюдается кровохарканье. У большинства больных повышается температура тела, обычно устойчивая к действию антибиотиков. При исследовании выявляется стойкое учащение сердечного ритма, ослабление дыхания и влажные хрипы над поражённым участком лёгкого.

### Подострое лёгочное сердце
Подострое лёгочное сердце клинически проявляется внезапной умеренной болью при дыхании, быстро проходящей одышкой и учащённым сердцебиением, обмороком, нередко кровохарканьем, симптомами плеврита.

### Хроническое лёгочное сердце
Следует различать компенсированное и декомпенсированное хроническое лёгочное сердце.
В фазе компенсации клиническая картина характеризуется главным образом симптоматикой основного заболевания и постепенным присоединением признаков увеличения правых отделов сердца. У ряда больных выявляется пульсация в верхней части живота. Основной жалобой больных является одышка, которая обусловлена как дыхательной недостаточностью, так и присоединением сердечной недостаточности. Одышка усиливается при физическом напряжении, вдыхании холодного воздуха, в положении лёжа. Причинами болей в области сердца при лёгочном сердце являются обменные нарушения миокарда, а также относительная недостаточность коронарного кровообращения в увеличенном правом желудочке. Болевые ощущения в области сердца можно объяснить также наличием лёгочно-коронарного рефлекса вследствие лёгочной гипертензии и растяжения ствола лёгочной артерии. При исследовании часто выявляется синюшность.
Важным признаком лёгочного сердца является набухание шейных вен. В отличие от дыхательной недостаточности, когда шейные вены набухают в период вдоха, при лёгочном сердце шейные вены остаются набухшими как на вдохе, так и на выдохе. Характерна пульсация в верхней части живота, обусловленная увеличением правого желудочка.
Аритмии при лёгочном сердце бывают редко и обычно возникают в сочетании с атеросклеротическим кардиосклерозом. Артериальное давление обычно нормальное или пониженное. Одышка у части больных с выраженным снижением уровня кислорода в крови, особенно при развитии застойной сердечной недостаточности вследствие компенсаторных механизмов. Наблюдается развитие артериальной гипертонии.
У ряда больных отмечается развитие язв желудка, что связано с нарушением газового состава крови и снижением устойчивости слизистой оболочки системы желудка и 12-перстной кишки.
Основные симптомы лёгочного сердца становятся более выраженными на фоне обострения воспалительного процесса в лёгких. У больных лёгочным сердцем имеется наклонность к понижению температуры и даже при обострении пневмонии температура редко превышает 37 °C.
В терминальной стадии нарастают отёки, отмечается увеличение печени, снижение количества выделяемой мочи, возникают нарушения со стороны нервной системы (головные боли, головокружение, шум в голове, сонливость, апатия), что связано с нарушением газового состава крови и накоплением недоокисленных продуктов.

## Профилактика
Нужно предотвратить или снизить риск развития заболевания лёгких. Это означает предотвращение или прекращение курения. У больных на последней стадии эмфиземы легких или хронического обструктивного заболевания лёгких всегда развивается лёгочное сердце. В тех случаях, когда люди работают в условиях повышенной запылённости, нужно снизить концентрацию пыли до безопасной, или перевести их на другую не-пыльную работу. В советской и российской литературе по профзаболеваниям, вентиляции шахт и охране труда много десятилетий рекомендовали использовать респираторы. Но многочисленные исследования их эффективности в реальных производственных условиях показали, что это не только самое последнее, но и самое ненадёжное средство защиты, и в США и ЕС работодатель обязан принять все возможные меры для снижения попадания пыли в воздух, автоматизации вредных видов работ, использовать дистанционное управление и изолированные кабины, эффективные местные вентиляционные отсосы и общеобменную вентиляцию, воздушные души и др., и лишь после этого - применять достаточно эффективные СИЗОД.
Изучение профессиональной заболеваемости работников разных отраслей в СССР и РФ показало, что при том, как сейчас выбираются и используются СИЗОД (в РФ), добиться эффективной профилактики профессиональных заболеваний с помощью этого "последнего средства защиты", удаётся исключительно редко.

## Лечение
Главным является устранение причины. Следует прекратить курение, в том числе пассивное. Нужно избегать вдыхания пыли, пламени, дыма, воздействия пониженной температуры воздуха. При наличии инфекционного заболевания органов дыхания нужно лечить его соответствующими медикаментами. При заболевании ХОБЛ оксигенотерапия (вдыхание воздуха или газовой смеси с повышенным содержанием кислорода) может улучшить состояние больного. Может использоваться длительная ночная оксигенотерапия. По показаниям больному назначают дыхание с положительным давлением в конце выдоха (вспомогательная искусственная вентиляция лёгких).
Лёгочное сердце может привести к сердечной недостаточности, ухудшению дыхания вследствие отека легких, отеку ног и увеличению печени из-за повреждения тканей. В этом случае для улучшения состояния больного используют диуретики (мочегонные - для уменьшения нагрузки на сердце), иногда нитраты (для улучшения кровотока), ингибиторы фосфодиэстеразы, и изредка инотропы (для улучшения сердечной сократимости). Появление сердечной недостаточности у больных лёгочным сердцем является показателем того, что больной может умереть.
При заболевании ХОБЛ и хроническим легочным сердца может произойти увеличение вязкости крови и способствует легочной гипертензии (повышению сопротивления сосудов лёгких). Если гематокрит (часть объёма крови, приходящаяся на эритроциты) выше 60%, то для сокращения избыточного количества красных кровяных клеток может использоваться кровопускание.
Для облегчения удаления мокроты из органов дыхания могут использоваться муколитические средства (лекарства от кашля, разжижающие мокроту), например - бромгексин и карбоцистеин.
Для предотвращения образования тромбов все больные лёгочным сердцем могут принимать препараты, разжижающие кровь.
Если лечение медикаментами не помогает, то может потребоваться пересадка сердца. Однако поскольку легкие повреждены - требуется пересадка и сердца, и обоих лёгких. А из-за нехватки доноров эта операция делается редко, например в Северной Америке - только 10-15 раз в год. В среднем после пересадки сердца и обоих лёгких половина больных умирает через 5 лет.
При развитии шокового состояния и наступлении клинической смерти нужно провести реанимационные мероприятия в полном объёме (массаж сердца, интубация, ИВЛ). Если реанимационные мероприятия прошли успешно, необходима срочная операция с целью удаления тромба из ствола лёгочной артерии или введения тромболитических препаратов в лёгочную артерию через зонд.
Каждый год из-за этого заболевания умирает около 20 000 человек, а число госпитализаций доходит до 280 000. Несмотря на достигнутые за последние десятилетия очевидные успехи в терапии лёгочного сердца, смертность больных остается высокой. Течение и прогноз зависят от основного заболевания и степени лёгочной гипертензии. 10-50% пациентов живут свыше 5 лет (этот показатель повышается при регулярных ингаляциях кислорода). При хронической обструктивной болезни лёгких с развитием лёгочного сердца смертность в течение 3 лет достигает 30-50%.